# 柳沢香枝

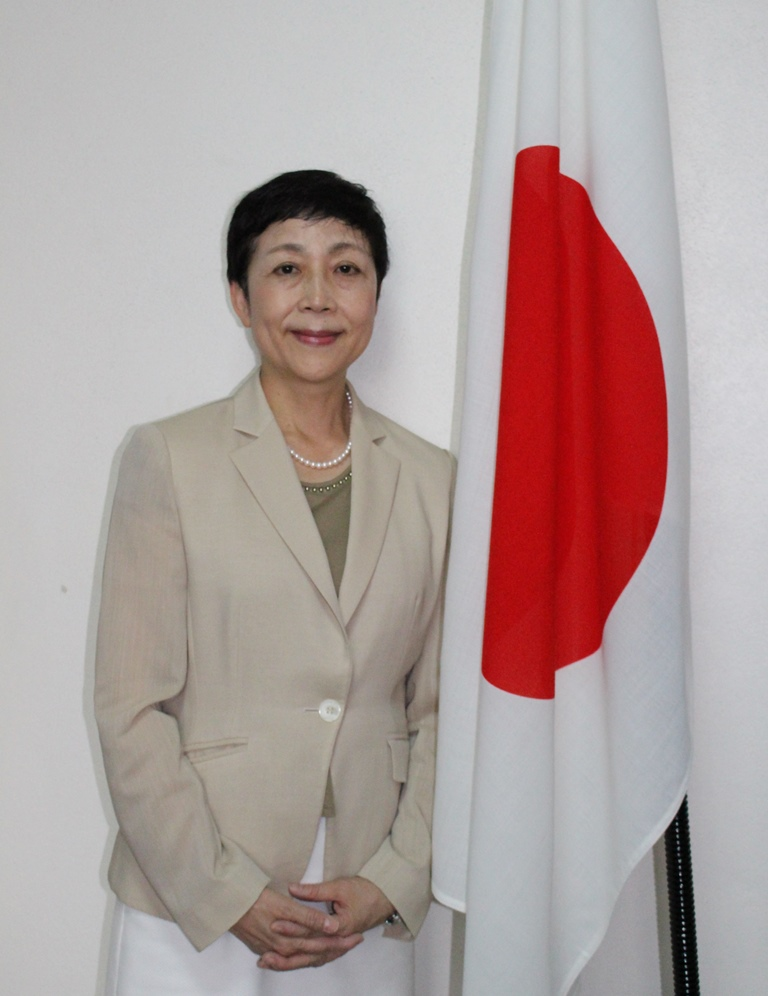
柳沢香枝

柳沢 香枝（やなぎさわ かえ、1958年 - ）は、日本の外交官。国連開発計画シニアアドバイザーや、国際緊急援助隊事務局長、女性初の国際協力機構理事を経て、駐マラウイ特命全権大使。

## 経歴・人物
長野県小諸市出身。長野県上田高等学校を経て、1980年東京外国語大学外国語学部中国語学科卒業後、国際協力事業団（現国際協力機構）に入る。1990年ジョンズ・ホプキンズ大学高等国際問題研究大学院（SAIS）修了、国際関係論修士。中国国際センター業務課長を経て、2000年アジア第二部東アジア・中央アジア課長。2002年ウズベキスタン事務所長。2005年国際連合開発計画南南協力ユニットシニアアドバイザー。2008年アフリカ部審議役。2009年国際緊急援助隊事務局長。2012年東・中央アジア部長。2013年明治大学客員教授。2014年女性初の理事に昇格。2016年駐マラウイ特命全権大使。2021年アフリカ協会理事、京都芸術大学京都国際平和構築センター評議員。